# 碧南市明石公園
碧南市明石公園（へきなんしあかしこうえん）は、愛知県碧南市にある都市公園（地区公園）である。指定管理者制度に基づき、管理・運営は、碧南市都市施設管理協会が行っている。

## 概要
1989年（平成元年）4月にオープン。園内には遊園地があり、有料遊具のほかトリムの森と呼ばれるフィールドアスレチックや売店、交通広場などがある。また、土日祝日などにはイベントなどを開催している。
2016年（平成28年）11月12日には、碧南市で開催された第7回全国醤油しょうゆサミットを記念して、醤油桶を模った瓦製のモニュメントが設置された。

## 施設

### 有料遊具
遊具は全て1回100円、3歳以下の幼児に関しては無料（バッテリーカー、メロディーペット、パターゴルフを除く）。
- ゴーカート[6]
- メリーゴーランド[6]
- おとぎ列車[6]
- 観覧車[6]
- サイクルモノレール[6]
- パラトルーパー
- キッズコースター くじらのクーちゃん[6]
- バッテリーカー[6]
- メロディペット[6]
- パターゴルフ[6]
- 室内遊具[6]

### その他施設
- 管理棟[6]
- 売店[6]
- 交通広場[6]
- トリムの森（フィールドアスレチック）[6]

ほか

## 利用概要
- 入園料：無料[5]
- 休園日：毎週月曜日（祝日の場合は翌日休園）、年末年始（12月29日～1月1日）[5]
- 営業時間
  - 3月～10月（9：00～17：00）[5]
  - 11月～2月（9：00～16：00）[5]
- 駐車場：550台（無料）[8]

## 所在地
- 愛知県碧南市明石町6-11[2]

## 交通アクセス
- 名鉄三河線「北新川駅」下車、徒歩で約15分[8]。